# Matt Battaglia
Matt Battaglia, właśc. Matteo Martin Battaglia (ur. 25 września 1965 w Tallahassee) – amerykański aktor filmowy i telewizyjny, były futbolista o włosko-niemiecko-holenderskich korzeniach.

## Życiorys

### Wczesne lata
Urodził się w Tallahassee na Florydzie. Studiował na University of Louisville. W roku 1989 grał w zespole Philadelphia Eagles na pozycji linebackera, w lidze National Football League. Grał także dla drużyny Cleveland Browns. Karierę futbolisty zakończył z powodu uszkodzenia karku.

### Kariera
Na przełomie lat osiemdziesiątych i dziewięćdziesiątych zaczął gościnnie udzielać się w telewizji. Pojawił się w serialach Miasteczko Twin Peaks, Knots Landing, Miasteczko Evening Shade. Następnie u boku Dolpha Lundgrena zagrał w filmie sensacyjnym Drzewo Jozuego (Joshua Tree, 1993). W latach 2004–2005 wystąpił w dziewięciu odcinkach serialu stacji Showtime Queer as Folk jako Drew Boyd. Kojarzony jest z roli Luca Devereauksa w filmach Uniwersalny żołnierz II: Towarzysze broni (Universal Soldier II: Brothers in Arms, 1998) i Uniwersalny żołnierz III: Niewyrównane rachunki (Universal Soldier III: Unfinished Business, 1998), powstałych jako telewizyjne sequele fantastycznonaukowego filmu akcji pt. Uniwersalny żołnierz (Universal Soldier, 1992).

## Życie prywatne
3 czerwca 2006 r. poślubił Tinę Frazier. Mają syna Blaize'a Christiana (ur. 11 maja 2008 w Los Angeles) i córkę Paxton Rose (ur. 17 października 2009 w Los Angeles).

## Filmografia

### Filmy fabularne
| Rok  | Tytuł                                                                                        | Rola                               | Uwagi                  |
| ---- | -------------------------------------------------------------------------------------------- | ---------------------------------- | ---------------------- |
| 1993 | Drzewo Jozuego (Joshua Tree)                                                                 | Michael Agnos                      |                        |
| 1994 | Błękit nieba (Blue Sky)                                                                      | Żołnierz NATO                      |                        |
| 1995 | Showgirls                                                                                    | Ochroniarz Andrew Carver'a         |                        |
| 1996 | Tylko nie to! (Not Again!)                                                                   | Clete                              |                        |
| 1996 | Kruk (Raven)                                                                                 | Martin 'Duce' Grant                | (wideo)                |
| 1998 | Uniwersalny żołnierz II: Towarzysze broni (Universal Soldier II: Brothers in Arms)           | Luc Devereaux/GR44                 | (TV)                   |
| 1999 | Śmiercionośny przypływ (Avalon: Beyond the Abyss)                                            | Pete Trudeau                       | (TV)                   |
| 1999 | Uniwersalny żołnierz III: Niewyrównane rachunki (Universal Soldier III: Unfinished Business) | Luc Devereaux / GR44               | (TV)                   |
| 1999 | Pocałunek nieznajomego (Kiss of a Stranger)                                                  | Nathan Leigh                       |                        |
| 2001 | Wahadło (Pendulum)                                                                           | William Cobb                       |                        |
| 2002 | Wpół do śmierci (Half Past Dead)                                                             | 49. Trzeci                         |                        |
| 2005 | Widmo z głębin (Tides of War)                                                                | dowódca okrętu Dizzy Malone        | (TV)                   |
| 2006 | On the Brink                                                                                 | Ed Cohn                            | (film krótkometrażowy) |
| 2006 | Hollis & Rae                                                                                 | Jim Clements                       | (TV)                   |
| 2007 | Pandemic                                                                                     | Frank Jantzen                      | (TV)                   |
| 2009 | Perfekcyjna gra (The Perfect Game)                                                           | Coach McAllen (jako Matt Bataglia) |                        |
| 2009 | W mroku nocy (Heiße Spur)                                                                    | James Diaz                         | (TV)                   |
| 2010 | Lista klientów (The Client List)                                                             | Don Jenkins                        | TV)                    |
| 2011 | Thor                                                                                         | Pete                               |                        |
| 2014 | Reality (Réalité)                                                                            | Mike                               |                        |

### Seriale TV
| Rok       | Tytuł                                                        | Rola                         | Uwagi  |
| --------- | ------------------------------------------------------------ | ---------------------------- | ------ |
| 1989      | Dni naszego życia (Days of Our Lives)                        | Snake / Pete                 | 2 odc. |
| 1990      | 21 Jump Street                                               | Tim                          | 1 odc. |
| 1991      | Superboy                                                     | Darryll                      | 1 odc. |
| 1991      | Miasteczko Twin Peaks (Twin Peaks)                           | Policjant                    | 1 odc. |
| 1991      | Miasteczko Evening Shade (Evening Shade)                     | Mitch                        | 1 odc. |
| 1991      | Świat pana trenera (Coach)                                   | Gracz #1                     | 1 odc. |
| 1991      | Matlock                                                      | Rudy Simms                   | 1 odc. |
| 1991      | Knots Landing                                                | Duke                         | 1 odc. |
| 1992      | Sibs                                                         | k                            | 1 odc. |
| 1993      | W pułapce czasu (Time Trax)                                  | Mark Lofton                  | 1 odc. |
| 1994      | Jedwabne pończoszki (Silk Stalkings)                         | Bo Rainey                    | 1 odc. |
| 1994      | Renegat (Renegade)                                           | Ted                          | 1 odc. |
| 1995      | Thunder Alley                                                | Jack Crawford                | 1 odc. |
| 1996      | Może już czas (Maybe This Time)                              | Bobby                        | 1 odc. |
| 1996      | JAG                                                          | Porucznik Alexander Kellogue | 1 odc. |
| 1996      | Karolina w mieście (Caroline in the City)                    | Joseph                       | 1 odc. |
| 1996      | Pora snu (Bedtime)                                           | Semple                       |        |
| 1997      | Słoneczny patrol (Baywatch)                                  | Terry McFarren               | 1 odc. |
| 1997      | Przyjaciele (Friends)                                        | Vince                        | 1 odc. |
| 1998      | George i Leo (George & Leo)                                  | Steve                        | 1 odc. |
| 1998      | Arli$$                                                       | Skip Myers                   | 1 odc. |
| 1996-98   | Niebieski Pacyfik (Pacific Blue)                             | Lloyd / Rip Cutter           | 3 odc. |
| 1998      | Brawo, bis! (Encore! Encore!)                                | Tina                         | 1 odc. |
| 2000      | Sabrina, nastoletnia czarownica (Sabrina, the Teenage Witch) | Daniel Boone                 | 2 odc. |
| 2000      | Sprawiedliwość na 18 kołach (18 Wheels of Justice)           | Vince Youngblood             | 1 odc. |
| 2000      | Przeklęta (Cursed)                                           | Dan                          | 1 odc. |
| 2000      | Detektyw na tropie (The Michael Richards Show)               | Marcus Feal                  | 1 odc. |
| 2000      | Trzecia planeta od Słońca (3rd Rock from the Sun)            | Bryce Canyon                 | 1 odc. |
| 2000      | Różowe lata siedemdziesiąte (That ’70s Show)                 | Dean                         | 1 odc. |
| 2001      | Luz we dwóch (Off Centre)                                    | O’Leary                      | 1 odc. |
| 2002      | Zwariowany świat Malcolma (Malcolm in the Middle)            | Merl                         | 1 odc. |
| 2004      | Centrum miasta (Century City)                                | Pan Portnoff                 | 1 odc. |
| 2004      | Agenci NCIS (NCIS: Naval Criminal Investigative Service)     | Petty Officer Porcaro        | 1 odc. |
| 2004–2005 | Queer as Folk                                                | Drew Boyd                    | 9 odc. |
| 2005      | Siostrzyczki (What I Like About You)                         | Joe                          | 1 odc. |
| 2006      | Kości (Bones)                                                | kpt. William Fuller          | 1 odc. |
| 2006      | CSI: Kryminalne zagadki Miami (CSI: Miami)                   | Dr Trevor Valone             | 1 odc. |
| 2006–2007 | 24 godziny (24)                                              | Agent Jennings               | 2 odc. |
| 2007      | Trzy na jednego (Big Love)                                   | Szeryf Thomas                | 2 odc. |
| 2007      | Wirus zagłady (Pandemic)                                     | Frank                        |        |
| 2007      | Shark                                                        | Don Kipling                  | 1 odc. |
| 2008      | CSI: Kryminalne zagadki Nowego Jorku (CSI: NY)               | Dr Harrison Green            | 1 odc. |
| 2009      | Agenci NCIS: Los Angeles (NCIS: Los Angeles)                 | Kurt Holgate                 | 1 odc. |
| 2012      | Mentalista (The Mentalist)                                   | Curtis Nett                  | 1 odc. |
| 2012      | Madison High                                                 | Waylon                       |        |
| 2012      | Mike i Molly (Mike & Molly)                                  | Rob                          | 1 odc. |
| 2013      | Teoria wielkiego podrywu (The Big Bang Theory)               | Oficer Reynolds              | 1 odc. |
| 2013      | Franklin & Bash                                              | Johnny                       | 1 odc. |
| 2016      | Zabójcze umysły (Criminal Minds)                             | kapitan Howard               | 1 odc. |